# Frederic William Maitland
Frederic William Maitland,  född 28 maj 1850 i London, död 19 december 1906 på Gran Canaria, var en engelsk rättshistoriker.
Maitland, som blev professor i Cambridge 1888, utgav bland annat Justice and Police (1885; 2:a upplagan 1893), Bracton's Note Book (1887), Domesday Book and Beyond (1897), English Law and the Renaissance (1901) samt (tillsammans med Pollock) History of English Law before the Time of Edward I (1895; 2:a upplagan 1899).